# 约翰·R·L·艾伦
约翰·R·L·艾伦（英語：John Robert Lawrence Allen，1932年10月25日—2020年10月18日）是一位英国地质学家，1979年当选皇家学会会士，1980年获莱尔奖章，1996年获彭罗斯奖章。